# Yamaico Navarro
Yamaico Navarro Pérez (né le 31 octobre 1987 à San Pedro de Macorís, République dominicaine) est un joueur d'arrêt-court au baseball. Il joue en Ligue majeure de baseball de 2010 à 2013.

## Carrière

### Red Sox de Boston
Yamaico Navarro signe avec les Red Sox de Boston en 2005.
Il fait ses débuts dans les majeures le 20 août 2010 face aux Blue Jays de Toronto après que les Red Sox l'ait rappelé des ligues mineures plus tôt dans la journée pour remplacer le joueur d'arrêt-court Dustin Pedroia, blessé. Navarro réussit son premier coup sûr en carrière dans ce premier match, un simple aux dépens du lanceur Brett Cecil.
Il joue 16 matchs pour Boston en 2011. Le 2 juillet, à sa première partie après un rappel des mineures, il réussit son premier coup de circuit. Le coup est réussi comme frappeur suppléant face au lanceur J. A. Happ des Astros de Houston.

### Royals de Kansas City
Le 30 juillet 2011, les Red Sox échangent Navarro et le releveur des ligues mineures Kandal Volz aux Royals de Kansas City en retour du joueur d'avant-champ Mike Avilés.
Navarro ne joue que six parties pour les Royals en 2011, mais il frappe sept coups sûrs et produit six points. 

### Pirates de Pittsburgh
Le 7 décembre 2011, les Royals de Kansas City échangent Yamaico Navarro aux Pirates de Pittsburgh pour deux joueurs des ligues mineures : le lanceur droitier Brooks Pounders et le joueur de troisième but Diego Goris. Navarro obtient 8 coups sûrs, un circuit et 4 points produits en 29 matchs joués pour les Pirates.

### Orioles de Baltimore
Pittsburgh l'échange aux Orioles de Baltimore le 30 novembre 2012 contre la lanceur droitier des ligues mineures Jhondaniel Medina. Il apparaît dans 8 matchs des Orioles en 2013.

### Corée du Sud
En 2014, il évolue en KBO, en Corée du Sud, pour les Samsung Lions.

## Statistiques
| Saison | Équipe | G  | AB | R | H | 2B | 3B | HR | RBI | SB | BA   |
| ------ | ------ | -- | -- | - | - | -- | -- | -- | --- | -- | ---- |
| 2010   | Boston | 20 | 42 | 4 | 6 | 0  | 0  | 0  | 5   | 0  | .143 |
| Totaux | Totaux | 20 | 42 | 4 | 6 | 0  | 0  | 0  | 5   | 0  | .143 |

Note : G = Matches joués ; AB = Passages au bâton; R = Points ; H = Coups sûrs ; 2B = Doubles ; 3B = Triples ; 
HR = Coup de circuit ; RBI = Points produits ; SB = Buts volés ; BA = Moyenne au bâton.